# Borboleta-brancão
A borboleta-brancão (Ascia monuste) é uma espécie de borboleta que pode ser encontrada no borboletário carioca do Jardim das Borboletas.
Também conhecida como borboleta-das-couves, tem uma área de ocorrência bem ampla por todo o continente americano, ocorrendo des do sul dos Estados unidos, até a Argentina 